# Calliclinus
Calliclinus es un género de peces marinos de la familia de los labrisómidos, en el orden de los Perciformes.

## Especies
Existen las siguientes especies en este género:
- Calliclinus geniguttatus (Valenciennes, 1836)
- Calliclinus nudiventris (Cervigón y Pequeño, 1979)